# 3-6-1

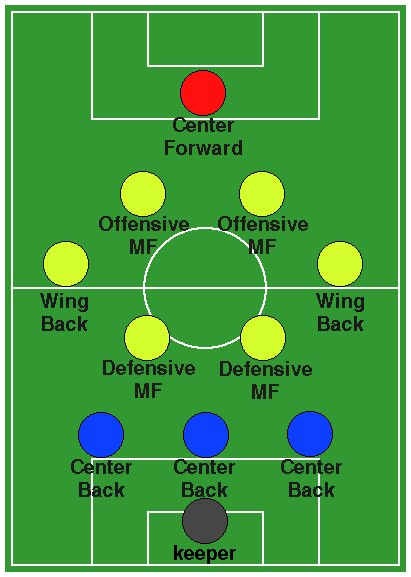
Il 3-6-1

Il 3-6-1 è un modulo di gioco del calcio. Consiste nello schierare 3 difensori, 6 centrocampisti e 1 attaccante.

## Il modulo
Il modulo è inusuale. Lo schieramento di un centrocampo a sei uomini (in cui è possibile abbinare centrali e ali), estremamente flessibile, può essere utile per creare densità ed inibire il gioco avversario, mantenendo a lungo il possesso palla; inoltre c'è una vasta gamma di possibili passaggi per scaricare il pallone e proporsi nuovamente. In difesa agiscono due terzini e un centrale (che può agire anche da libero), mentre la fase offensiva è affidata all'unico centravanti e ai due centrocampisti avanzati (una sorta di 3-4-2-1).
Il 3-6-1 può essere visto come una forma più difensivista del 3-5-2, oppure un 5-4-1 con gli "esterni bassi" sulla linea mediana.

## Squadre che hanno utilizzato il 3-6-1
- La Corea del Sud del commissario tecnico Guus Hiddink al campionato del mondo 2002, classificatasi al quarto posto[3]
- Il Liverpool allenato da Kenny Dalglish durante la stagione 2011-2012 vincitore della Coppa di Lega e finalista in FA Cup[4][5]
- L'Hellas Verona di Paolo Zanetti ha occasionalmente usato questo modulo nella stagione 2024-25, assicurandosi la salvezza